# Chiesa dei Santi Pietro e Archelao
La chiesa dei Santi Pietro e Archelao, o solamente "chieda di San Pietro", è un edificio religioso situato a Fordongianus, centro abitato della Sardegna centrale.
Consacrata al culto cattolico è sede dell'omonima parrocchia e fa parte dell'arcidiocesi di Oristano.

## Galleria d'immagini

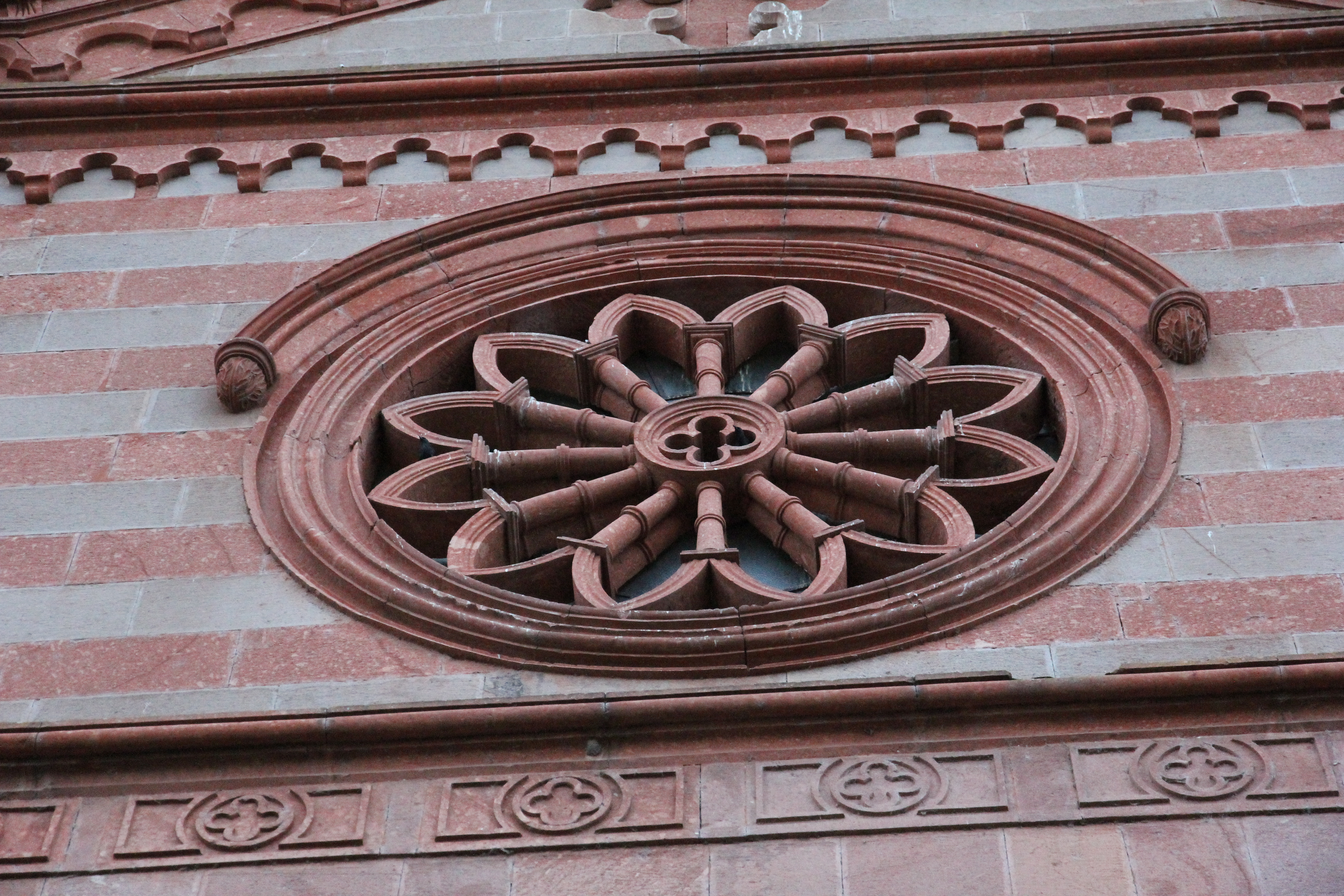
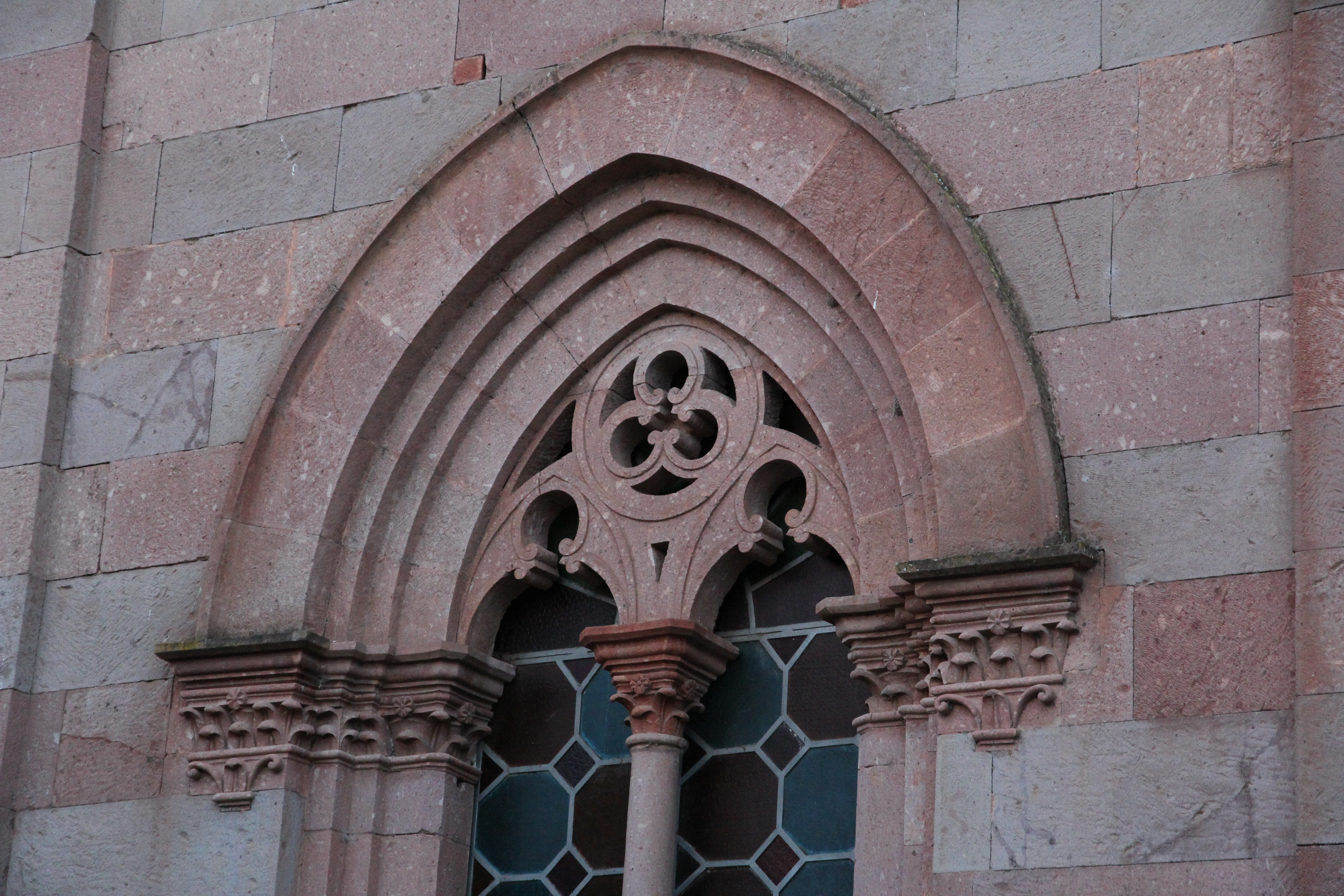
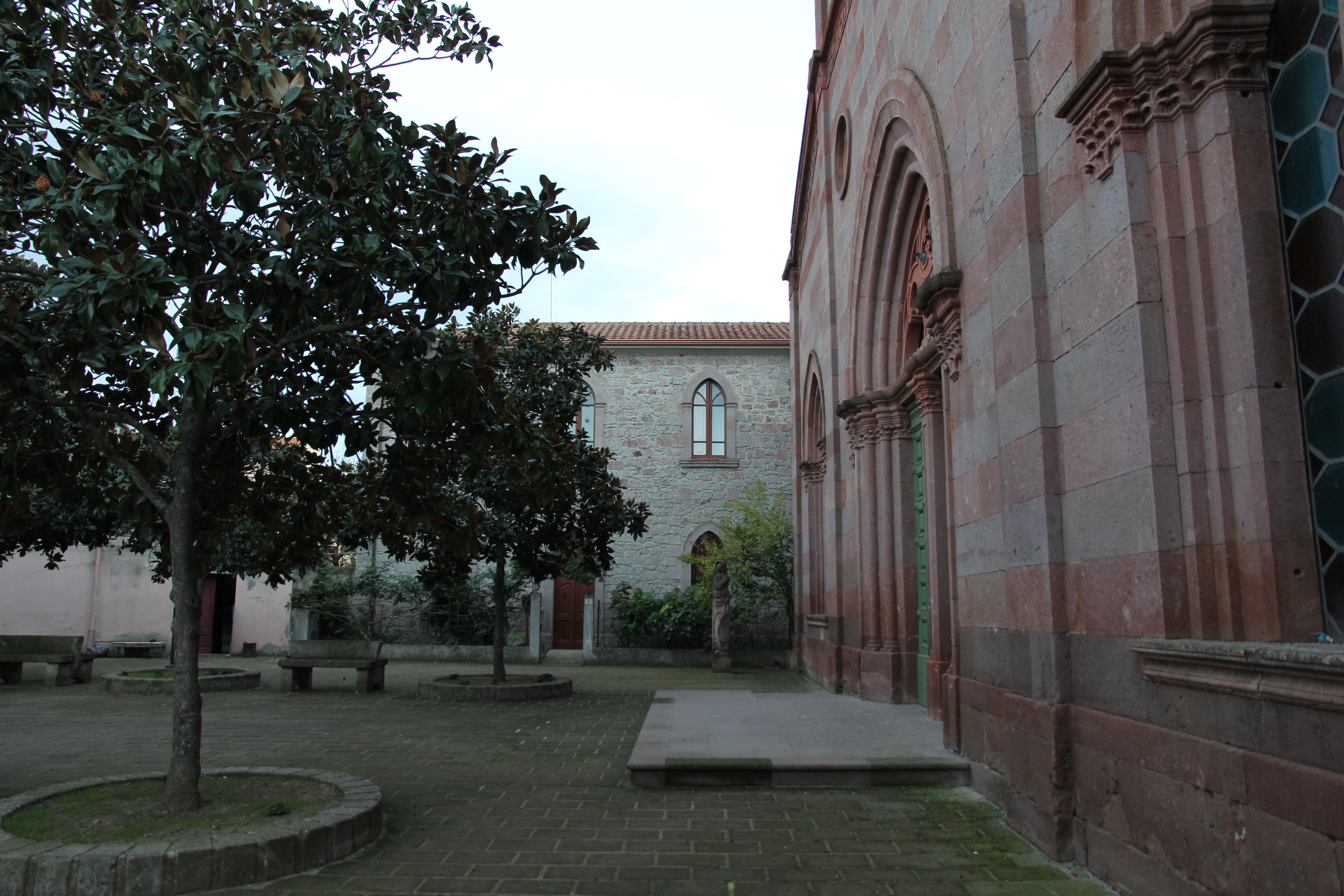